# 陳文琦
陳文琦（英文名：Chen Wen-ch'i，1955年11月16日—），現任威盛電子、TVBS主體公司董事長。宏達電董事長王雪紅的丈夫。

## 經歷
臺灣大學電機系學士、擁有電機工程碩士學位，於美國加州理工學院取得電腦科學碩士學位。
歷任美國 GTE Research Lab 工程師、 Wyse Technology 設計部經理、 Intel 高級結構設計經理， 
SYMPHONY LABS 創辦人、 ULSI 設計部經理、市場行銷副總經理。
1987年與王雪紅、林子牧創立威盛電子股份有限公司（VIA）。
2003年8月6日，宣佈他已經在美國與王雪紅結婚。
2014年11月19日，威盛被打入全額交割股。8月6日，接任威盛電子董事長。
2015年-2021年 期間曾出任香港無綫電視非執行董事。
2019年7月1日，TVBS無線衛星電視台董事長張孝威宣布將於9月底退休，陳文琦先生將接任董事長。